# Martim Afonso de Sousa, senhor de Mortágua
Martim Afonso de Sousa(1343 - entre 1405 e 1415), 2º senhor de Mortágua, senhor de Santo Estêvão. Provavelmente foi o primeiro a adotar o escudo de armas dos Sousa, do Prado, que é composto das armas reais de Portugal e de Leão e Castela.  As mais antigas pedras de armas com esta composição parecem ser as de seus netos Luiz Álvares de Souza, 3º senhor de Baião, no seu túmulo na igreja de S. Francisco, no Porto, e D. Frei Gonçalo de Souza, em Dornes e no seu túmulo, hoje no Museu Arqueológico do Carmo, e na igreja de Dornes. Filho de Vasco Martins de Sousa Chichorroe de sua primeira esposa Inês Dias Manuel. E foi casado, por volta de 1366, com sua prima D. Maria de Sousa.

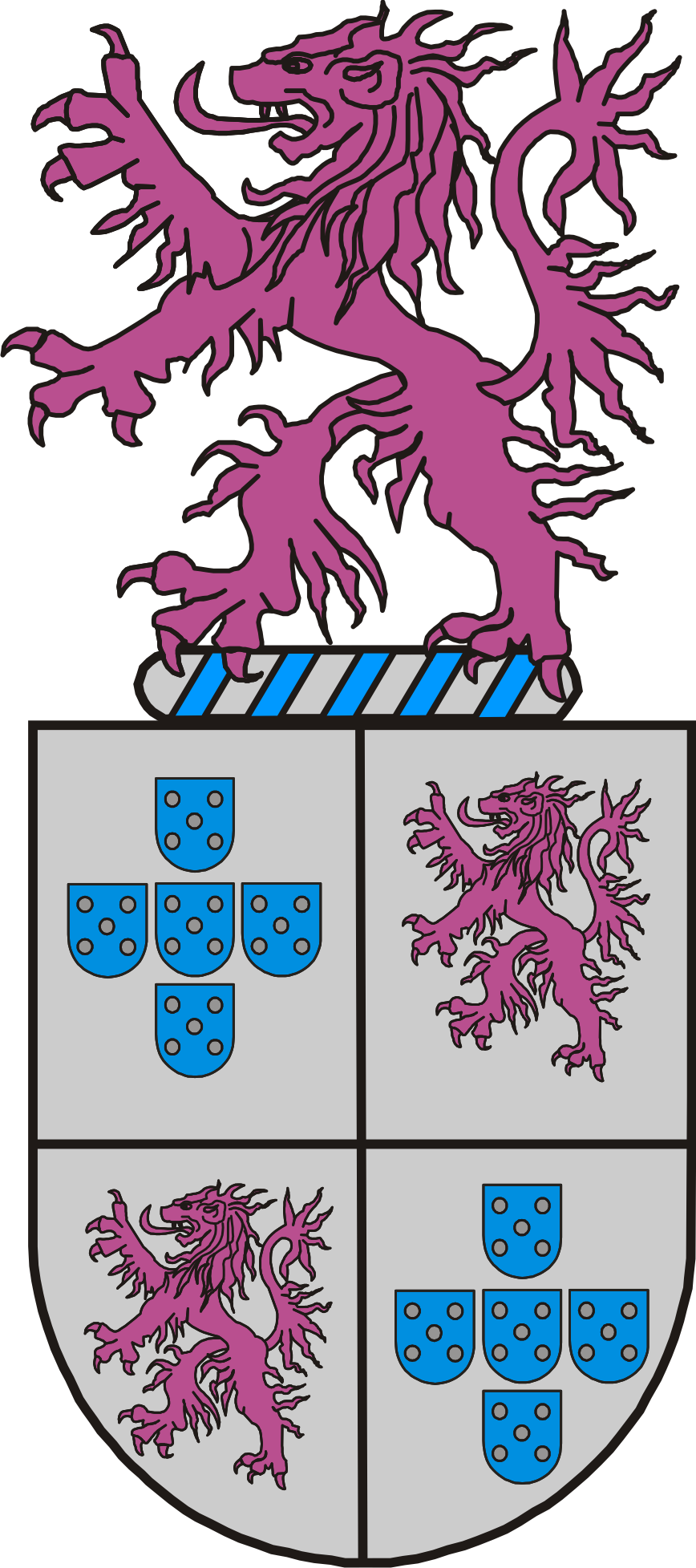
Brasão da Família Souza-Prado

## Descendência
Filhos legítimos:
- D. Gonçalo Anes de Sousa[2]
- D. Briolanja de Sousa[2]
- D. Inês de Sousa[2]
- D. Catarina de Sousa[2]

Filhos naturais:
- Martim Afonso de Sousa, depois legitimado por carta real de 22 de janeiro de 1405.[2]
- Pedro Vasques de Sousa, fidalgo da Casa Real.[2]
- D. Beatriz de Sousa[2]

## Títulos
- Senhor de Mortágua
- Senhor da torre e quinta de Stº Estêvão